# ミス・ジコチョー〜天才・天ノ教授の調査ファイル〜
『ミス・ジコチョー〜天才・天ノ教授の調査ファイル〜』（ミス・ジコチョー てんさい・あまのきょうじゅのちょうさファイル）は、2019年10月18日から12月20日までNHK総合「ドラマ10」で金曜 22時00分から22時49分まで放送されたテレビドラマ。脚本家である八津弘幸、徳尾浩司、吉田真侑子によるオリジナル作品で、主演は松雪泰子。失敗学を専門とする大学教授の女性が様々な事故を直接的ではなく間接的に捉えながら、事故の背景に潜む人間模様や社会の歪みに切り込むさまを描く。

## あらすじ
第1話
台風の落雷により化学プラントで停電が発生。予備電源も不具合が起こりタンクの冷却装置が作動しないため、非常手段として一酸化炭素が投入される。だがタンクの温度上昇は止まらず爆発が起こり、作業員の水上が死亡する。天ノは近隣の資材業者が取り扱うガスボンベが強風により倒れたことで爆発、タンクまで飛ばされて穴を開けたのではないかと仮説を立てる。再現実験の結果、ボンベの飛距離はタンクまで届くものではなかった。しかし、ボンベはタンクではなく一酸化炭素を送るパイプを直撃していたことが判明する。さらに、水上の業務報告書により、爆発事故以前から予備電源は故障していたことがわかる。採算を重視し修理を遅らせたことを後悔する工場の製造課長・増渕に、天ノは同じような失敗が繰り返されないためにも、このことを多くの人に伝えてほしいと説く。

## 登場人物
天ノ真奈子
演 - 松雪泰子
東京第一大学工学部教授。失敗学を切り札として、事故の中枢に切り込んでいく。
野津田燈
演 - 堀井新太
真奈子の助手。真奈子の事故調査の補佐を務める。
辻留志保
演 - 須藤理彩
真奈子の秘書。真奈子のそばで事務を一手に引き受ける。真奈子の旧友でもある。
西峰郁美
演 - 高橋メアリージュン
真奈子の助手。三人の子どもを育てているシングルマザー。
南雲喜里子
演 - 余貴美子
真奈子の母。国立工学創造センターのトップを務めている。
守康堅一郎
演 - 寺脇康文（ファイル4 - ）
真奈子とともに事故調査を行う敏腕弁護士だが、見解の相違からことあるごとに対立している。

### ゲスト
第1回
- 増渕邦男（爆発事故を起こした化学工場の製造課長） - 升毅
- 青切洋介（資材業者） - マキタスポーツ
- 堂ヶ崎明彦 - 塩野谷正幸
- 水上幸四郎 - 斎藤嘉樹
- 小磯 - 岡部たかし
- 大山法政 - 奥田達士

第2回
- 片山紀行（食中毒を起こした食品会社「エクセランフーズ」部長） - 宅間孝行
- 江島（「エクセランフーズ」工場長） - 嶋田久作
- 木船利光（「エクセランフーズ」社長） - 友川カズキ
- ハム工房会長 - 苅谷俊介
- 諸井康史（事故調査委員会メンバー） - 吉見一豊
- 中本浩介（事故調査委員会メンバー） - 井上康
- 桜田佳恵（事故調査委員会メンバー） - 川田しのぶ
- 西峰輝樹（郁美の息子） - 齋藤絢永
- 野沢久子（「エクセランフーズ」パート従業員） - 佐藤真弓

第3回
- 黒島祐志（電機メーカー開発部長で野津田の元上司） - 千葉哲也
- 釧路則之（事故調査委員会メンバー） - 唐橋充
- アイカ - 見上愛
- 水上瑠奈 - 豊原江理佳
- ミッツ - 瀬戸さおり
- リンコ - 佐藤歩実
- 戸崎啓介（事故調査委員会メンバー） - 藤田宗久

第4回 / 第5回
- 海崎実（医療事故の疑いをかけられた「栄倫会病院」事務長） - 田山涼成
- 仙石弘一（心臓外科医） - 野間口徹
- 椎名武志（医療事故の疑いがある手術を受け持った心臓外科医） - 山中聡
- 榎波（テレビディレクター） - 中村靖日
- 山口（「栄倫会病院」管理室長） - 山崎潤
- 松永浩二（事故調査委員会メンバー） - 大河内浩
- 佐竹誠司（佐竹の息子） - 菅良太郎
- 駒井鉄雄（麻酔科医） - 鈴木拓
- 飯野静子（看護師） - 延増静美
- 笹森博美（看護師） - 山本裕子
- 一瀬正治（事故調査委員会メンバー） - 木下政治
- 佐竹壮也 - 田口主将
- 佐竹しのぶ（佐竹の妻） - 石井トミコ

第6回
- 若林賢（建設会社社員） - 水橋研二
- 戸倉絵梨佳（事故調査委員会メンバー） - 市川由衣
- 小鳥遊裕司（事故調査委員会メンバー） - 瀧川英次
- 田辺瑛斗 - 松田裕
- 水沢結花 - 山崎千夏
- ロジャー（博士） - イアン・ムーア

第7回
- 十川勲 - 木下ほうか
- 高坂真司 - 駒木根隆介
- 益岡充則（事故調査委員会メンバー） - 小須田康人
- 小倉隆夫（事故調査委員会メンバー） - 久保酎吉
- 福島芳子（事故調査委員会メンバー） - 築山万有美
- 橘健介（真奈子の元夫） - 滝藤賢一

第8回
- 橋爪史郎（事故被害者） - 宇崎竜童
- 栗原充（南品川署 刑事） - 渡辺大知
- 新藤秀一（マンション管理組合長） - ラサール石井
- 榊 - 白川和子
- グエン - フォンチー

第9回 / 第10回
- 清原明夫（SHIMIZU自動車 社長） - 前川泰之
- 牧野勇作（事故加害者） - 辻萬長
- 沼尻壮一（SHIMIZU自動車 技術部長） - 上杉祥三
- トキオ - 中村昌也
- 小泉恵代（事故被害者） - 黒曜
- 小泉健也（被害者遺族・恵代の息子） - 正垣湊都
- 小泉隆文（被害者遺族・恵代の夫） - 竹財輝之助
- 牧野福江（勇作の娘） - 黒沢あすか
- 倉川弘（事故調査委員会メンバー） - おかやまはじめ
- 岸義弘（事故調査委員会メンバー） - 松原正隆
- 武田和彦（事故調査委員会メンバー） - 内田紳一郎
- 五十嵐直樹（事故調査委員会メンバー） - 難波圭一
- 天ノ真一（真奈子の父） - マキノノゾミ
- 九坂清士 - 岩城滉一

## スタッフ
- 作 - 八津弘幸、徳尾浩司、吉田真侑子
- 演出 - 福井充広、笠浦友愛、家次勲
- 音楽 - 眞鍋昭大
- 主題歌 - ［ALEXANDROS］[5]「あまりにも素敵な夜だから」[6]
- 制作統括 - 小林大児（NHKエンタープライズ）、高橋練（NHK）
- 失敗学監修 - 畑村洋太郎（東京大学名誉教授）

## 放送日程
| 放送回     | 放送日   | サブタイトル         | ラテ欄                                                                | 脚本       | 演出     |
| ---------- | -------- | -------------------- | --------------------------------------------------------------------- | ---------- | -------- |
| ファイル1  | 10月18日 | 真奈子、爆発する     | 天才教授が毎週さまざまな事故の謎を解き明かす!                         | 八津弘幸   | 福井充広 |
| ファイル2  | 10月25日 | 真奈子、肉を食べる   | 天才女性工学者が食中毒事件の謎を調査する!                             | 八津弘幸   | 福井充広 |
| ファイル3  | 11月01日 | 真奈子、逃げ出す     | 女性工学者が火災事故の謎に挑む!                                       | 八津弘幸   | 福井充広 |
| ファイル4  | 11月08日 | 真奈子、パンダになる | 女性工学者が医療事故の謎に挑む! 前編                                  | 徳尾浩司   | 笠浦友愛 |
| ファイル5  | 11月15日 | 真奈子、クビになる!? | 医療事故の謎を暴く解決編! 炎上の秘密                                  | 徳尾浩司   | 笠浦友愛 |
| ファイル6  | 11月22日 | 真奈子、お見合いする | 女性工学者が工事現場事故の謎に挑む!                                   | 徳尾浩司   | 福井充広 |
| ファイル7  | 11月29日 | 真奈子、寝落ちする   | 金融システムの謎に挑む! そして真奈子の元夫が登場                      | 吉田真侑子 | 家次勲   |
| ファイル8  | 12月06日 | 真奈子、呪われる     | 呪われたマンションの謎に女性工学者が挑む!                             | 徳尾浩司   | 笠浦友愛 |
| ファイル9  | 12月13日 | 真奈子、ホストに貢ぐ | いよいよフィナーレ 寺脇康文も再び登場! 自動車編前編〜真奈子最後の調査 | 八津弘幸   | 福井充広 |
| ファイル10 | 12月20日 | 真奈子、サンタを呼ぶ | 自動車編後編! ジコチョー最終回! 事故の真実へ、真奈子最後の戦い!       | 八津弘幸   | 福井充広 |